# Le Passage (Saint-Pétersbourg)
Pour les articles homonymes, voir Le Passage.

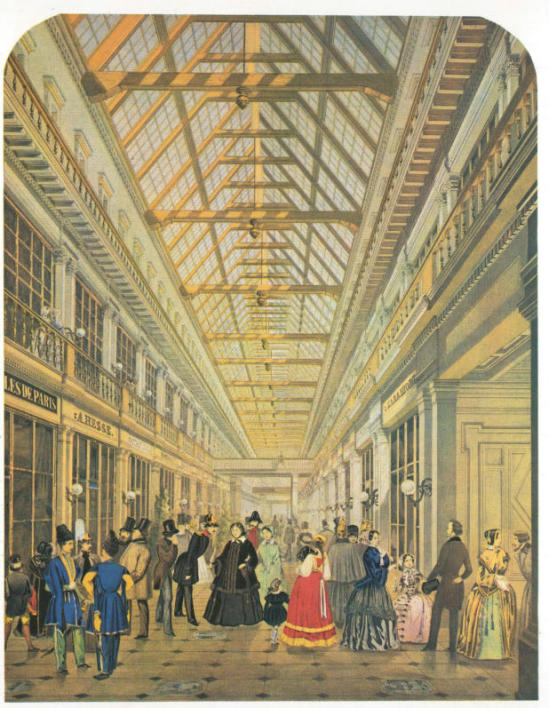
L'intérieur du Passage dans les années 1850.

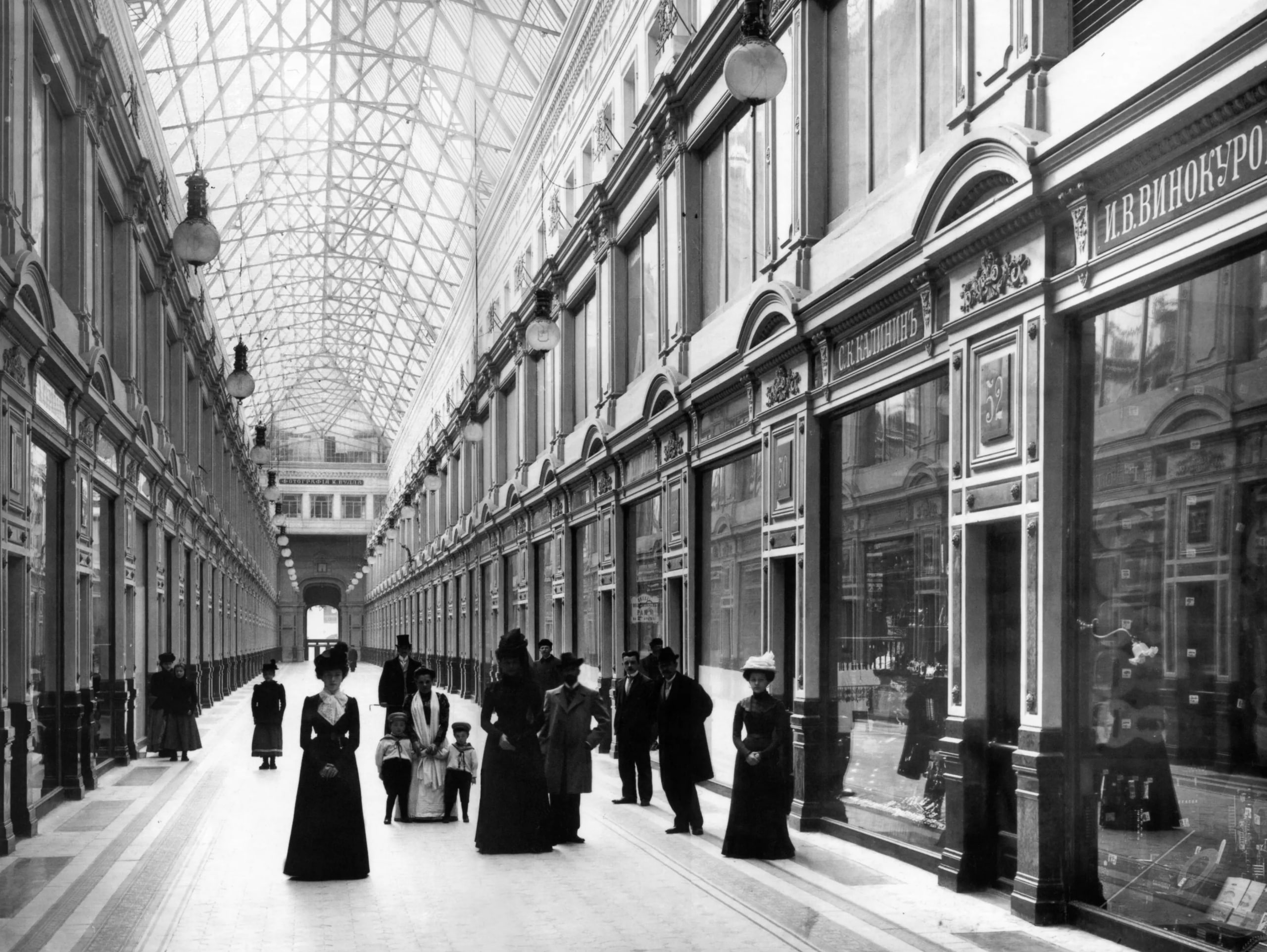
Le Passage au début du XXe siècle.

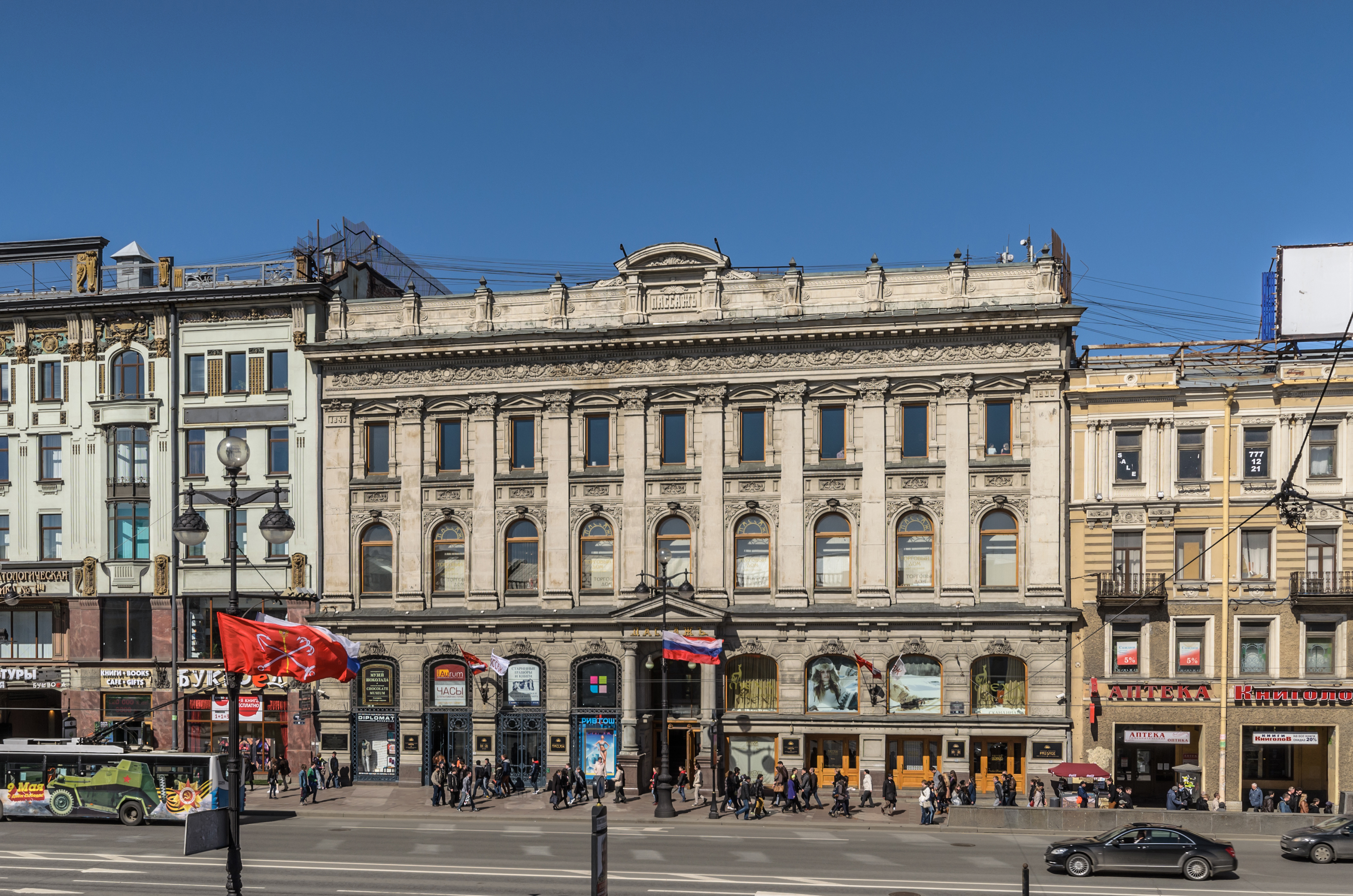
Entrée du Passage en 2013.

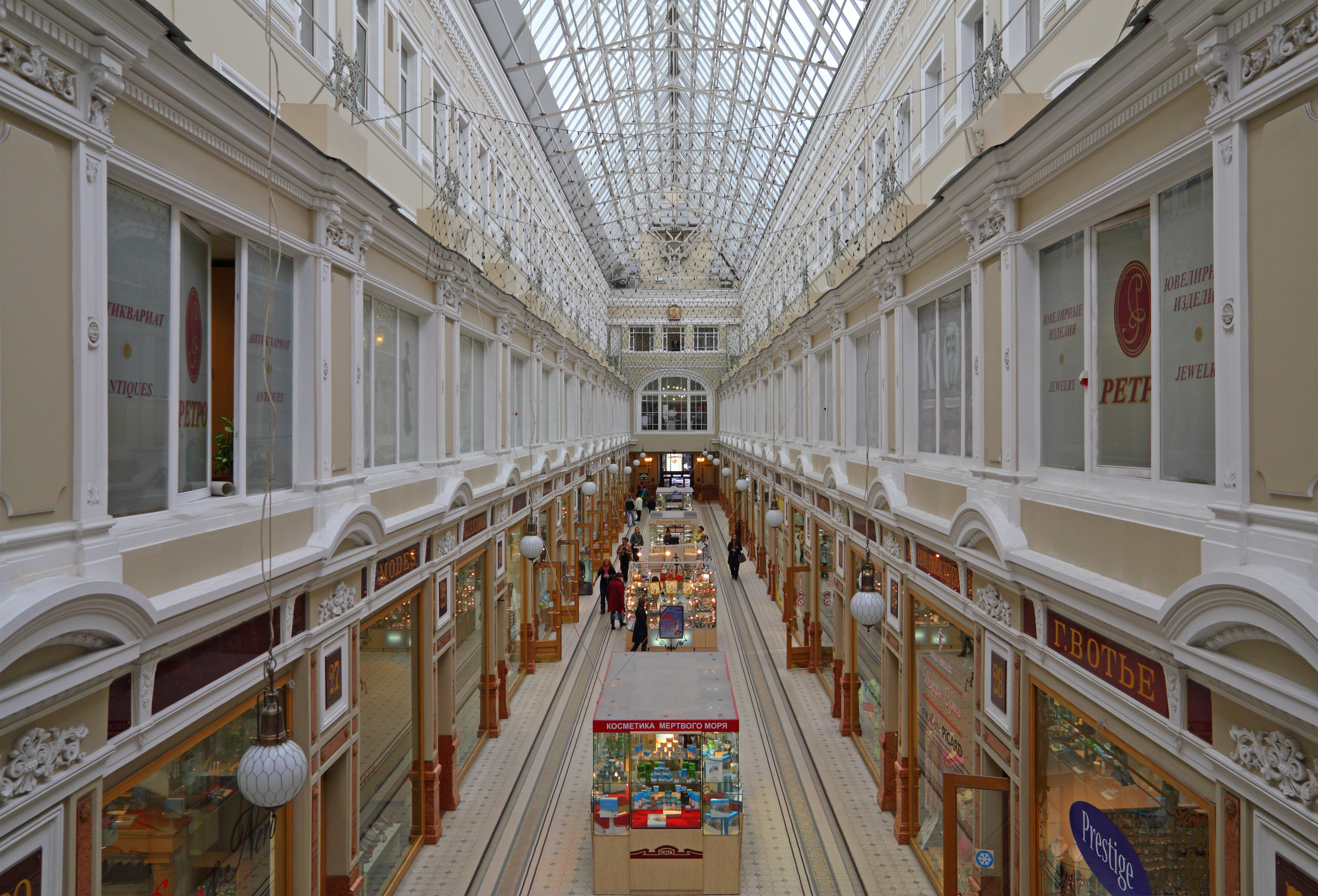
Intérieur du Passage (aspect actuel).

Le Passage (en russe : Пассаж) est une galerie marchande située au centre de Saint-Pétersbourg. Elle donne sur la perspective Nevski.
Inaugurée en 1848, elle est l'une des premières galeries commerciales modernes, la première de ce type étant le passage du Caire à Paris, ouvert en 1798. On trouve aussi à Londres la Burlington Arcade ouverte en 1818, puis la Galerie Vivienne à Paris en 1823 et à Bruxelles les Galeries Royales Saint-Hubert en 1847.
L'un des ateliers de photographie du fameux Carl Oswald Bulla s'y trouvait, au no 48.

## Littérature
La nouvelle satirique de Fiodor Dostoïevski, Le Crocodile, sous-titrée Un événement extraordinaire ou Ce qui s'est passé dans le Passage (1865) s'y déroule.